# Douglas Adams
Douglas Noel Adams (født 11. marts 1952, død 11. maj 2001) eller DNA, var en britisk forfatter af humoristiske bøger, bedst kendt for sin romanserie The Hitchhiker's Guide to the Galaxy (oversat til dansk som Blafferens galakseguide eller, i den tidligere oversættelse, Håndbog for vakse galakseblaffere) samt Dirk Gently's holistic detective agency .
Douglas Adams blev født i Cambridge og uddannet på Brentwood School i Essex, og siden ved St. John's College, Cambridge Universitet, hvor han læste engelsk.